# Madenemura capuroni
Madenemura capuroni är en bäcksländeart som beskrevs av Renaud Maurice Adrien Paulian 1949. Madenemura capuroni ingår i släktet Madenemura och familjen Notonemouridae. Inga underarter finns listade i Catalogue of Life.